# 于濆
濆（?—?），字子漪，京兆长安（今陕西西安）人。
据《宰相世系表》，于濆系出河南于氏，为于頔的从孙，于冀之孙。他的生卒年不詳。早年遊邊塞，会昌年間鄉貢進士。後久困科場，咸通二年（861年），裴延鲁榜進士及第。曾官泗州判官。晚年寓居堯山。餘事失考。曾作《古風》三十首，力矯唐末萎靡之風。有《于濆诗》一卷，已佚。《全唐诗》收其诗四十五首。